# Nauczyciel stażysta
Nauczyciel stażysta – dawniej w polskim systemie awansu zawodowego nauczycieli osoba posiadająca odpowiednie kwalifikacje do pracy w charakterze nauczyciela, ale nieposiadająca innego stopnia tego awansu. Następnym stopniem awansu zawodowego był stopień nauczyciela kontraktowego.

## Podstawa prawna
- Art. 9a – 9g ustawy z dnia 26 stycznia 1982 r. – Karta Nauczyciela
- Rozporządzenie Ministra Edukacji Narodowej z dnia 26 lipca 2018 r. w sprawie uzyskiwania stopni awansu zawodowego przez nauczycieli (Dz.U. z 2020 r. poz. 2200)

## Nabycie statusu nauczyciela stażysty
Nauczycielem stażystą zostawało się od pierwszego dnia zatrudnienia w szkole, przy czym nauczyciele akademiccy z co najmniej trzyletnim stażem pracy w szkole wyższej i inne osoby z co najmniej pięcioletnim stażem pracy oraz legitymujące się znaczącym dorobkiem naukowym, z dniem zatrudnienia w szkole otrzymywali wyższe stopnie awansu.

## Obowiązki nauczyciela stażysty
Nauczyciel stażysta w okresie odbywania stażu powinien był w szczególności:
1. poznawać organizację, zadania i zasady funkcjonowania szkoły, w tym:
  1. sposób prowadzenia obowiązującej w szkole dokumentacji,
  2. przepisy dotyczące zapewnienia bezpiecznych i higienicznych warunków nauki i pracy,
2. uczestniczyć jako obserwator w zajęciach prowadzonych przez opiekuna stażu lub innych nauczycieli, w wymiarze co najmniej dwóch zajęć w miesiącu, i omówić z prowadzącym obserwowane zajęcia,
3. prowadzić zajęcia z uczniami, w obecności opiekuna stażu lub dyrektora szkoły, w wymiarze co najmniej jednego zajęcia w miesiącu oraz omawiać je z osobą, w obecności której zajęcia zostały przeprowadzone,
4. uczestniczyć w wewnątrzszkolnych formach doskonalenia zawodowego nauczycieli – z uwzględnieniem specyfiki typu i rodzaju szkoły, w której odbywa staż.